# Сен-Пьер-де-Шартрёз
Сен-Пьер-де-Шартрёз (фр. Saint-Pierre-de-Chartreuse) — коммуна во Франции, находится в регионе Рона — Альпы. Департамент коммуны — Изер. Входит в состав кантона Шартрёз-Гье. Округ коммуны — Гренобль.
Код INSEE коммуны — 38442. Население коммуны на 1999 год составляло 770 человек. Населённый пункт находится на высоте от 640  до 2 079  метров над уровнем моря. Муниципалитет расположен на расстоянии около 470 км юго-восточнее Парижа, 90 км юго-восточнее Лиона, 19 км севернее Гренобля. Мэр коммуны — Кристоф Сестье, мандат действует на протяжении 2008—2014 гг.
Динамика населения (INSEE):